# Włodzimierz Bogusławski
Włodzimierz Czesław Bogusławski (ur. 29 listopada 1947 w Nowej Soli) – polski polityk, historyk, samorządowiec, poseł na Sejm II kadencji.

## Życiorys
W 1973 ukończył studia magisterskie na Wydziale Filozoficzno-Historycznym Uniwersytetu im. Adama Mickiewicza. Prowadzi indywidualne gospodarstwo rolne.
W latach 1990–1998 przez dwie kadencje pełnił funkcję radnego i burmistrza Pogorzeli. W 1991 bez powodzenia kandydował do Senatu. Od 1993 do 1997 był posłem II kadencji wybranym w okręgu leszczyńskim z listy Polskiego Stronnictwa Ludowego. Przewodniczył władzom wojewódzkim oraz zasiadał we władzach krajowych PSL. Zasiadał w Komisji Spraw Zagranicznych, Komisji Mniejszości Narodowych i Etnicznych, Komisji Ustawodawczej oraz ośmiu podkomisjach. Nie ubiegał się o reelekcję. W wyborach samorządowych w 2002 bez powodzenia kandydował na burmistrza Pogorzeli z ramienia Pogorzelskiego Porozumienia Samorządowego. Otrzymał 29,05% głosów.
W 2005 wstąpił do Samoobrony RP, z ramienia której w wyborach w 2006 bezskutecznie ubiegał się o mandat radnego powiatu gostyńskiego. W tym samym roku został prezesem zarządu spółki z o.o. 

## Odznaczenia
W 2001, za wybitne zasługi w kultywowaniu tradycji ruchu ludowego, został odznaczony przez prezydenta Aleksandra Kwaśniewskiego Krzyżem Kawalerskim Orderu Odrodzenia Polski.

## Życie prywatne
Jest żonaty i ma sześcioro dzieci.